# James Comer

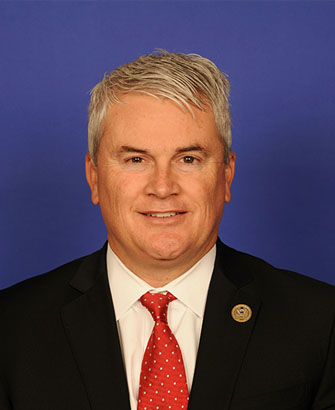
James Comer (2019)

James Richardson Comer Jr. (* 19. August 1972 in Carthage, Smith County, Tennessee)
ist ein US-amerikanischer Politiker der Republikanischen Partei. Seit November 2016 vertritt er den ersten Distrikt des Bundesstaats Kentucky im US-Repräsentantenhaus.

## Leben
James Comer absolvierte die Monroe County High School und studierte danach an der Western Kentucky University Landwirtschaft die er mit einem Bachelor of Science abschloss. Danach arbeitete er als Farmer. Bis heute betreibt er die Comer Family Farms und die Comer Land and Cattle Company, die er im Jahr 1994 erwarb. Zwischen 1993 und 1995 war er auch Präsident der Versicherungsgesellschaft Comer and Polston Insurance Incorporated. Von 2001 bis 2003 war er ebenfalls Präsident der Firma CFB Foods Incorporated. In den Jahren 1999 und 2000 leitete er die Handelskammer im Monroe County. Seit dem Jahr 2000 ist er außerdem noch einer der Direktoren der South Central Bank. In seiner Heimat ist er Mitglied zahlreicher Organisationen und Vereinigungen.
Comer ist verheiratet. Mit seiner Frau Tamara hat er drei Kinder. Er lebt in Tompkinsville (Kentucky).

## Politik
Politisch schloss er sich der Republikanischen Partei an. In den Jahren 1993 und 1994 war er deren Parteivorsitzender im Monroe County. Im August 1996 nahm er als Delegierter an der Republican National Convention in San Diego teil. Zwischen 2000 und 2011 saß er als Abgeordneter im Repräsentantenhaus von Kentucky; von 2012 bis 2015 war er Landwirtschaftsminister (Commissioner, Department of Agriculture) dieses Staates. Im Jahr 2015 bewarb er sich erfolglos in den Vorwahlen seiner Partei um die Nominierung für die Wahlen zum Gouverneur.
Nach dem Rücktritt des Kongressabgeordneten Wayne Edward „Ed“ Whitfield wurde eine Sonderwahl für den Rest der Amtsperiode bis Januar 2017 notwendig, die zeitgleich zur regulären Wahl abgehalten wurde. Bei beiden Wahlen wurde Comer im ersten Wahlbezirk von Kentucky gegen den Demokraten Sam Gaskins gewählt.
Seit dem 14. November 2016 gehört er nun dem Repräsentantenhaus in Washington, D.C. an.
Er wurde in den Jahren 2018, 2020, 2022 und 2024 wiedergewählt.
Seine aktuelle Legislaturperiode im Repräsentantenhaus des 119. Kongresses läuft noch bis Anfang Januar 2027.

### Ausschüsse
Comer ist aktuell Mitglied in folgenden Ausschüssen des Repräsentantenhauses:
- Committee on Education and Labor
  - Higher Education and Workforce Investment
- Committee on Oversight and Reform (Vorsitzender)